# 伊達村候
伊達 村候（日语：／ Date Muratoki，1725年6月21日—1794年10月7日）日本江戶時代伊予國宇和島藩第5代藩主。父親是第4代藩主伊達村年（村候為長男），母親是伊達吉村之女富子。正室鍋島宗茂之女護姫。官位為從四位下、遠江守、大膳大夫、左近衛權少將。

## 經歷
享保10年（1725年）出生，亦有享保8年（1723年）出生的說法。幼名伊織，初名伊達村房、伊達村隆、伊達政德、伊達政教等。享保20年（1735年）父親逝世後繼承藩主之位。
藩政受到享保大饑荒而混亂後推動大規模的整頓，進行窮民救濟、制定節約令、家臣團25條制訂、軍制改革、撤廢特種行業、獎勵文武與忠孝等多種藩政改革。延享2年（1745年）開始實施專賣制，寶曆4年（1754年）開始以民政3條致力於民政，寶曆7年（1757年）開始實施紙的專賣制度，寬延元年（1748年）設立藩校等，於藩政改革取得巨大的成功。
天明大饑荒後甫重建的藩內財政再度惡化，藩政改革也停滯了。晚年忙於對付百姓一揆與村方騷動。寬政6年（1794年）九月十四（也有十月二十的說法）以70歲之齡於失意中逝世，由四男伊達村壽繼承。法號為大隆寺殿羽林中山紹興大居士。
是個相當具有文化素養的人，著有《樂山文集》、《白痴篇》、《伊達村候公歌集》等書。雖然晩年面臨失敗，但初期至中期成功推行藩政改革的手腕也受到《耳袋》與《甲子夜話》的讚賞。

## 系譜
- 正室：護姫（鍋島宗茂之女）
  - 女（丹羽長貴室、植村家利室）
  - 伊達村壽
  - 伊達少次郎
- 側室：田中氏 
  - 女
  - 女
  - 伊達德輝
  - 山口直清（山口直承養子）
  - 伊達德元
  - 女（牧野貞喜室）
  - 伊達九十郎
  - 伊達藤三郎
- 側室：細川氏
  - 女
- 側室：某氏 
  - 女
- 側室：木原氏 
  - 女
- 側室：深澤氏 
  - 女（花山院愛德室、松平直恆室）
  - 女
- 養子
  - 女（伊達德風之女）
  - 女（小笠原信房室、堀川廣益之女）